# 宜春市
宜春市（ぎしゅんし）は、中華人民共和国江西省に位置する地級市。

## 地理
江西省の中西部に位置し、九江市、南昌市、撫州市、吉安市、新余市、萍郷市、湖南省と接する。

## 歴史
2000年5月22日に宜春市の設立。

## 行政区画
1市轄区・3県級市・6県を管轄下に置く。
- 市轄区：
  - 袁州区
- 県級市：
  - 豊城市・樟樹市・高安市
- 県：
  - 銅鼓県・靖安県・宜豊県・奉新県・万載県・上高県

| 宜春市の地図                                                          |
| --------------------------------------------------------------------- |
| 袁州区 奉新県 万載県 上高県 宜豊県 靖安県 銅鼓県 豊城市 樟樹市 高安市 |

### 年表
この節の出典

#### 袁州専区
- 1949年10月1日 - 中華人民共和国江西省袁州専区が成立。宜春県・宜豊県・銅鼓県・上高県・万載県・新喩県・分宜県・萍郷県が発足。(8県)
- 1952年10月8日 - 宜春県・宜豊県・銅鼓県・上高県・万載県・新喩県・分宜県・萍郷県が南昌専区に編入。

#### 宜春地区
- 1958年12月8日 - 南昌専区が宜春専区に改称。(14県)
  - 進賢県が撫州専区に編入。
- 1960年8月15日 - 撫州専区進賢県を編入。(15県)
- 1960年9月30日 (1市13県)
  - 新余県が市制施行し、地級市の新余市に昇格。
  - 萍郷県が市制施行し、萍郷市となる。
- 1961年9月16日 - 南昌市南昌県・新建県を編入。(1市15県)
- 1963年4月 - 宜春県の一部が分立し、宜春鎮が発足。(1市15県1鎮)
- 1963年9月14日 - 新余市を編入。(1市16県1鎮)
  - 新余市が県制施行し、新余県となる。
- 1967年1月 - 宜春鎮が宜春県に編入。(1市16県)
- 1968年6月11日 - 進賢県が撫州専区に編入。(1市15県)
- 1968年9月11日 - 南昌市郊区が南昌県・新建県に分割編入。(1市15県)
- 1969年10月 - 新建県・安義県の各一部が九江専区永修県の一部と合併し、南昌市梅嶺管理区となる。(1市15県)
- 1970年3月10日 - 萍郷市が地級市の萍郷市に昇格。(15県)
- 1970年10月7日 - 宜春専区が宜春地区に改称。(15県)
- 1971年5月28日 - 南昌県・新建県が南昌市に編入。(13県)
- 1979年10月8日 - 宜春県の一部が分立し、宜春市が発足。(1市13県)
- 1980年12月9日 - 宜春県の一部が宜春市に編入。(1市13県)
- 1981年5月27日 - 安義県の一部が南昌市湾里区に編入。(1市13県)
- 1983年7月27日 (1市10県)
  - 新余県が市制施行し、地級市の新余市に昇格。
  - 分宜県が新余市に編入。
  - 安義県が南昌市に編入。
- 1985年3月20日 - 宜春県が宜春市に編入。(1市9県)
- 1988年10月4日 - 豊城県が市制施行し、豊城市となる。(2市8県)
- 1988年10月13日 - 清江県が市制施行し、樟樹市となる。(3市7県)
- 1993年12月8日 - 高安県が市制施行し、高安市となる。(4市6県)
- 2000年5月22日 - 宜春地区が地級市の宜春市に昇格。

#### 宜春市
- 2000年5月22日 - 宜春地区が地級市の宜春市に昇格。(1区3市6県)
  - 宜春市が区制施行し、袁州区となる。

## 交通

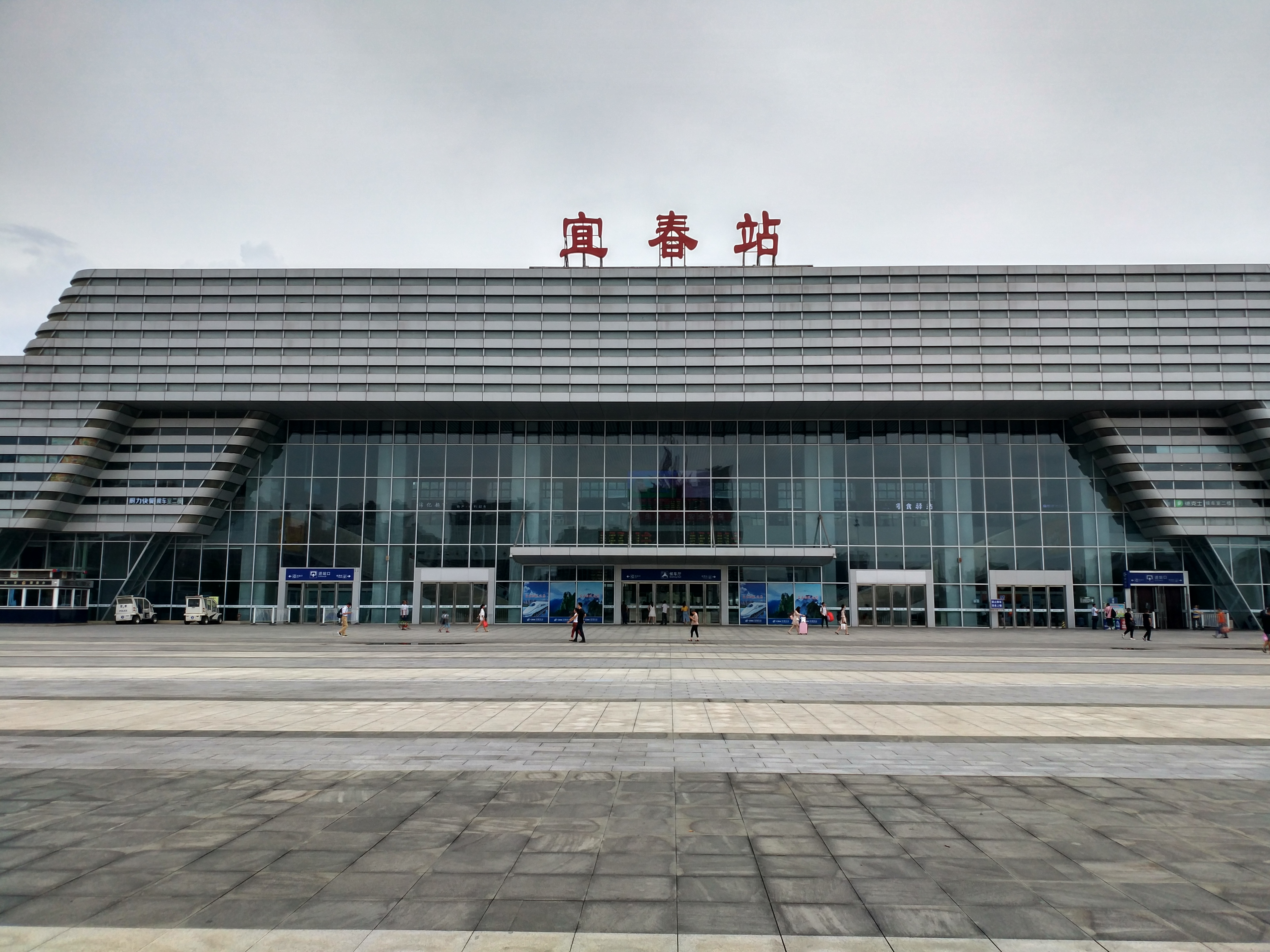
滬昆旅客専用線と滬昆線が乗り入れる宜春駅

### 航空
- 宜春明月山空港（中国語版）

### 鉄道
- 中国国家鉄路集団
  - 滬昆旅客専用線
  - 昌贛旅客専用線
  - 滬昆線
  - 京九線

### 道路
- 高速道路
  - 大広高速道路
  - 滬昆高速道路
  - 南韶高速道路
  - S38 昌栗高速道路
  - S40 昌銅高速道路
  - S42 東昌高速道路
  - 樟吉高速道路
  - S81 万宜高速道路
- 国道
  - G105国道
  - G320国道

## 健康・医療・衛生
- 宜春市人民医院
- 宜春市第二人民医院
- 豊城市人民医院（豊城市）
- 樟樹市人民医院（樟樹市）
- 高安市人民医院（高安市）
- 銅鼓県人民医院（銅鼓県）
- 靖安県人民医院（靖安県）
- 宜豊県人民医院（宜豊県）
- 奉新県人民医院（奉新県）
- 万載県人民医院（万載県）
- 上高県人民医院（上高県）